# Hypostrotia cinerea
Hypostrotia cinerea är en fjärilsart som beskrevs av Butler 1878. Hypostrotia cinerea ingår i släktet Hypostrotia och familjen nattflyn. Inga underarter finns listade i Catalogue of Life.